# ケベック地震 (2010年)
ケベック地震（フランス語: Séisme au Québec）は、2010年6月23日13時41分（現地時間）に、カナダ東部のケベック州バッキンガムを震央として発生した、Mw5.0の地震である。震源地は北緯45度54分14秒 西経75度29分49秒 / 北緯45.904度 西経75.497度付近で、震源の深さは16.4 kmであった。安定陸塊とされていた場所で発生した点、比較的広い範囲において有感地震であった点が特徴である。カナダ中部地震（英語: Central Canada earthquake）とも。

## 地震動
この地震の震央は、カナダの首都であるオタワの北方約56 kmであり、2010年6月23日13時41分42秒（カナダ東部時間のサマータイム）に地震は発生し、約30秒間にわたって震動が続いた。これによりオタワは、少なくとも最近65年間においては、最強の地震に襲われた。

### 有感地震だった範囲
今回の地震では、カナダのケベック州に限らずオンタリオ州でも揺れが感じられた。さらに、アメリカ合衆国の北東部諸州で揺れが感じられただけでなく、ペンシルベイニア州、ミシガン州など、広い範囲で揺れが感じられた。
ただ、この地震による死者は、いずれの場所でも出なかった。加えて、重度の負傷者も出ず、深刻な建物の被害も出ず、軽微な損害に留まった。

### 付近で起きた同規模の地震との比較
もっとも、この付近でMw 5クラス、つまり、中規模の地震は、今回の地震以外にも起きていた。例えば、1998年9月25日19時52分52秒（UTC）に発生した、アメリカ合衆国ペンシルベイニア州での5.2 Mwの地震が挙げられる。さらに例えば、2002年4月20日にもアメリカ合衆国ニューヨーク州で5.1 Mwの地震も発生していた。
今回2010年6月23日にカナダのケベック州で発生した5.0 Mwの地震は、これらより規模が小さかった。さらに、震源の深さは19 kmから16.4 km程度であった。そうであるのにもかかわらず、より広い範囲で有感地震であった点が特徴である。

### 余震活動
余震は、2011年3月16日に発生した。この余震の規模について、アメリカ合衆国地質調査所は3.7 Mwだったと発表したのに対して、カナダのオタワ市は4.3 Mだったと発表した。この余震の震央は、本震の震央の南西側、オタワ川流域のカナダのオンタリオ州ホークスベリー付近であった。規模の小さな地震だったものの、カナダのオタワやモンレアル、さらに、アメリカ合衆国側の付近の町などでは、有感地震として観測された。

## 地震学による震源地の分析
今回の5.0 Mwの地震が発生した場所は、プレート境界からは遠く離れた場所であり、地球上で地震を引き起こしている典型的な地下構造が存在する場所とは似ておらず、また、地殻を強く変形させる力が加わっている場所でもない。そのような場所であるのにもかかわらず、北アメリカプレート内部で発生した地震が、今回の地震である。恐らく、10億年以上前にグレンビレ造山運動の影響で形成された断層帯が原因と考えられるものの、何故、この場所で、今頃になって、この規模の地震が発生したのか、21世紀初頭の科学のレベルでは、上手く説明できていない。今回の地震動を観測した結果では、この場所に存在していた逆断層が南東から北西へと動いた結果、地震が発生した事を示唆していた。しかしながら、その逆断層の存在する深さも、逆断層の長さも明確ではないし、そもそも、この場所の断層帯が果たして今回の地震を引き起こす能力を有していたのかどうかすら明確ではない。

### Western Quebec Seismic Zone
もっとも今回の地震は、Western Quebec Seismic Zoneと呼ばれる地震の比較的多い場所の南端部付近で発生した。しかし、この地震の発生する直前も、Western Quebec Seismic Zoneでの地震活動は、普段のように低調であった。また、4.5 Mw以上の規模の地震など、ほとんど発生してこなかった地域であって、せいぜい10年間に数回起きるかどうかであった。

### 仮説
しかしながら、今回の地震が発生する以前、20世紀最後の年に、オタワ川流域の広範囲の浅い地下に見られる地滑り跡は、完新世に2回の巨大地震によってできたのではないかという仮説が発表されていた。その仮説によれば、紀元前2550年前後と、紀元前5060年前後に、7 Mw近辺の地震が起きていたのではないかという。
また、かつて氷河期の際に氷床に覆われていた部分で、氷河期終了後に氷床が融解して消えた場所は、氷床の重量が無くなったために、一般に隆起が続いている事が知られている。この隆起のせいで地殻が歪み、この歪みを解消すべく発生した地震が有ったのではないかという仮説も発表された。19世紀序盤に発生したニューマドリッド地震の原因ではないかとの仮説である。

## 被害

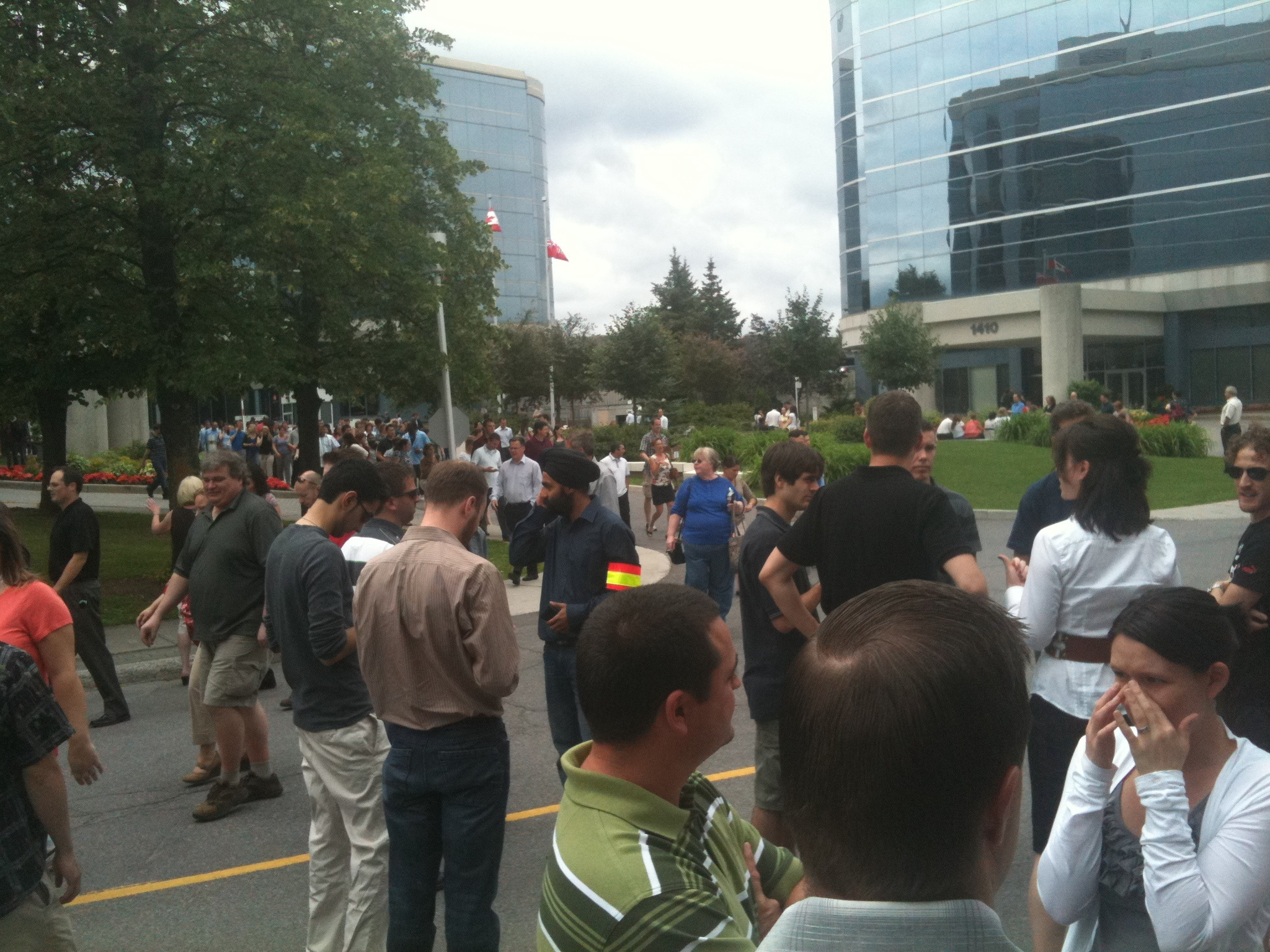
本震の際に建物から退避した、オタワの人々。

今回の地震は、現地時間の昼、2010年6月23日13時41分41秒に発生した。この結果、以下のような被害が起きた。

### 人的被害
今回の地震による死者は出なかった。しかし、負傷者は出た。例えば、カナダのボウマンの近くでは、一部の橋梁が落橋し、近くにいた釣り人が負傷した上に、ケベック州道307号線の一部も通行止の措置が取られた。 

### 建物被害
オタワの学校の多くでは、一時、生徒を屋外へ退避させたものの、安全が確認されたため再び生徒は学校へ戻った。ただし、何校かでは校舎に被害が出た。また、オタワ市役所では何枚かの窓ガラスが割れた。その他にも、例えばオタワ市営図書館の2つの支所や、オタワ市営の2箇所の運動場などを含む、複数の市営施設で軽微な損傷が報告された。同じく、オタワでは一部の煙突も倒壊した。
さらに、ケベック州グレイスフィールドゥでは、町の複数の行政施設の建物や、教会や、ホテルなど、幾棟も建物が損傷し、非常事態を宣言した。

### 議会
カナダの上院では、地震の影響で、審議が中断した。その後、これは前例の無い事態だが、議員は移動して、議事堂の前の芝生の上で、上院は審議を続けた。また、オタワの議会の建物の一部にも、ひび割れが発生した。
さらに、オタワよりも震源から遠い、トロントでも議会の建物の一部に、ひび割れの発生が確認された。

### 通信
本震の震央に近い地域で、一時、電話が不通の状態に陥った。例えば、オタワでは、地震直後に、電話回線に過剰な負荷がかかった事が原因と考えられる電話不通が発生した。

### 電力
オタワの市街地の一部では、一時的に停電が発生した。さらに、Outaouaisなど一部地域では、約1300軒の家屋で一時的な停電が発生した。

### 運輸
オタワでは鉄道路線のTrillium Lineが、地震発生後から現地時間の17時まで運行を停止した。モンレアルでも市営交通の鉄道が点検のために、一時的に運行を停止した。また、震源から遠いトロントでも、鉄道に大幅な遅延が発生した。

## 地震の名称
2010年に発生した本震について、地震直後は「the 2010 Ottawa earthquake（2010年オタワ地震）」や「the 2010 Toronto earthquake（2010年トロント地震）」などと呼ばれた事もあった。また「Earthquake hits Central Canada（カナダ中部を地震が襲った）」などと、地震発生の報が拡散されていった。